# Holbrook, Arizona
Holbrook är en stad i den amerikanska delstaten Arizona med en yta av 40 km² och en befolkning, som uppgår till 5 126 invånare (2006). Holbrook är administrativ huvudort (county seat) i Navajo County.
En meteorit exploderade över staden 19 juli 1912.
I staden finns hotellinrättningen Wigwam Motel. Gästernas logi består av koniska, tipiliknande hus vilka inte har någon likhet med en wigwam.